# Synduality
Synduality (estilizado em maiúsculas) é um projeto multimídia japonês criado pelo Bandai Namco Group. Uma série de anime para televisão produzida pela Bandai Namco Filmworks e animada pela Eight Bit, intitulada Synduality: Noir, estreou em julho de 2023 na TV Tokyo e suas subsidiárias.

## Meios de comunicação
Uma série de anime para televisão, produzida pela Bandai Namco Filmworks e animada pela Eight Bit, foi anunciada em setembro de 2022. Intitulada Synduality: Noir, a série é dirigida por Yusuke Yamamoto, com Takashi Aoshima escrevendo os cenários baseados em um rascunho de história de Hajime Kamoshida, Kenichirō Katsura desenhando os personagens para a animação e Masato Nakayama compondo a música.
A série estreou em 11 de julho de 2023 na TV Tokyo e outras redes. A música tema de abertura "Raytracer" é interpretada pela Stereo Dive Foundation, enquanto a música tema de encerramento "Eureka" (ユリイカ)  é interpretada pelo Arcana Project.
A série é transmitida mundialmente pelo Disney+, na América Latina pelo Star+, e nos Estados Unidos pelo Hulu.

### Synduality: Ellie
Uma série de mangá, ilustrada por Hiroji Mishima com roteiro de Dai Hatano, intitulada Synduality: Ellie começou a serialização no Monthly Comic Alive da Media Factory em 27 de julho de 2023.

### Synduality: Echo of Ada
Um jogo de tiro em terceira pessoa desenvolvido pela Game Studio e publicado pela Bandai Namco Entertainment, intitulado Synduality: Echo of Ada, será lançado para Microsoft Windows, PlayStation 5 e Xbox Series X/S em 2023.